# Белгард Сен Мари
Белгард Сен Мари (фр. Bellegarde-Sainte-Marie) насеље је и општина у јужној Француској у региону Миди Пирене, у департману Горња Гарона која припада префектури Тулуз.
По подацима из 2011. године у општини је живело 210 становника, а густина насељености је износила 18,01 становника/km². Општина се простире на површини од 11,66 km². Налази се на средњој надморској висини од 230 метара (максималној 285 m, а минималној 139 m).

## Демографија
| 1962. | 1968. | 1975. | 1982. | 1990. | 1999. | 2011. |
| ----- | ----- | ----- | ----- | ----- | ----- | ----- |
| 94    | 140   | 158   | 145   | 162   | 176   | 210   |

График промене броја становника у току последњих година